# Andrea Díaz
Andrea Díaz Nicolás (Valencia, Venezuela; 26 de octubre de 1991) es una modelo y periodista venezolana-chilena, ganadora del concurso de belleza Miss Universo Chile 2018. Representó a Chile en el certamen Miss Universo 2018 en Bangkok (Tailandia).

## Biografía
Nació en Venezuela y se crio en Santiago. Su padre es chileno y su madre, venezolana. Luego de un tiempo volvió a Venezuela, donde estudió comunicación social; egresó de la Universidad Arturo Michelena como comunicadora social y periodista. En 2015 retornó a Chile, donde radica actualmente.
Participó en el concurso de belleza Sambil Model 2009 en Venezuela.

### Miss Universo Chile 2018
El 19 de agosto de 2018 fue coronada como Miss Universo Chile 2018, convirtiéndose en representante de Chile para el concurso Miss Universo 2018 en Tailandia.

## Televisión

### Teleseries
| Televisión | Televisión               | Televisión | Televisión |
| Año        | Programa                 | Condición  | Canal      |
| ---------- | ------------------------ | ---------- | ---------- |
| 2018       | Perdona nuestros pecados | Cameos     | Mega       |

### Programas
| Televisión | Televisión  | Televisión            | Televisión  |
| Año        | Programa    | Condición             | Canal       |
| ---------- | ----------- | --------------------- | ----------- |
| 2018       | Pasapalabra | Participante invitada | Chilevisión |

## Posesión del título
| Predecesora: Natividad Leiva | Miss Universo Chile 2018 | Sucesora: Geraldine González |